# Kıyıkonak, Köprüköy
Kıyıkonak là một xã thuộc huyện Köprüköy, tỉnh Erzurum, Thổ Nhĩ Kỳ. Dân số thời điểm năm 2011 là 395 người.